# Özgün Aydın
Özgün Aydın (* 6. September 1984 in Ankara) ist ein türkischer Schauspieler.

## Leben und Karriere
Özgün Aydın wurde am 6. September 1984 in Ankara geboren. Er studierte an der Universität Ankara. Sein Debüt gab er 2000 in der Fernsehserie Bizim Evin Halleri. Anschließend spielte er 2005 in der Serie Kaleiçi mit. 2013 gewann er die Auszeichnung 13. Direklerarası Seyirci Ödülleri als Bester Nebendarsteller. Von 2012 bis 2013 war Aydın in der Sendung Güldür Güldür Show zu sehen. 
2014 bekam Aydın eine Rolle in Olur Olur!. Außerdem wurde er 2016 für den Film Dedemin Fişi gecastet. Unter anderem bekam er 2017 in dem Film Damat Takımı die Hauptrolle.

## Filmografie
Filme
- 2010: Son İstasyon
- 2014: Olur Olur!
- 2016: Dedemin Fişi
- 2017: Damat Takımı

Serien
- 2000: Bizim Evin Halleri
- 2002: Canım Kocacığım
- 2005: Kaleiçi
- 2005: Karanlıktaki Umut
- 2006: Emret Komutanım
- 2012: Zengin Kız Fakir Oğlan

Sendung
- 2009: Olacak O Kadar
- seit 2013: Güldür Güldür Show

## Theater
- 2006: Belgelerle Kurtuluş Savaşı
- 2007: Çıkışyokland Cumhuriyeti
- 2008: Şah Mat
- 2009: Bir Karşılaşma Bir Nedir
- 2010: Bunu Yapan İki Kişi
- 2017: 22 Joseph K
- 2018: Timsah
- 2021: Deli Bayramı